# Єдловник
Єдловник (словен. Jedlovnik) — поселення в общині Кунгота, Подравський регіон‎, Словенія.